# Lars Vilks
Lars Endel Roger Vilks (Helsingborg, 20 juni 1946 – Markaryd, 3 oktober 2021) was een Zweeds kunstenaar. Hij was doctor in de kunstgeschiedenis en hoogleraar (1997-2003) aan de Kunst- og designhøgskolen i Bergen, de Hogeschool voor de kunst in Bergen (Noorwegen). 

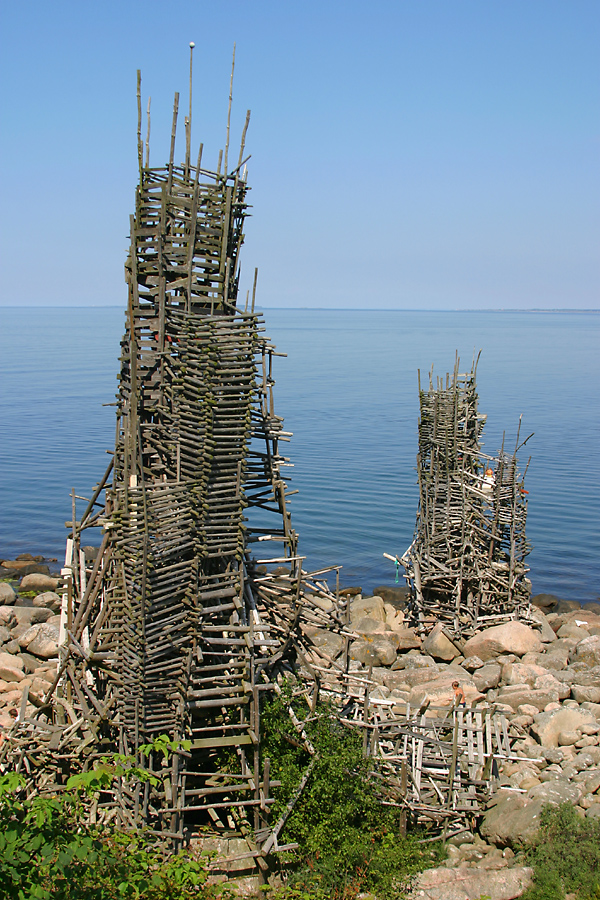
Houtsculptuur Nimis van Lars Vilks in Kullaberg

## Nimis en Arx
Vilks werd in 1980 bekend als maker van de houtsculpturen Nimis en Arx. Deze bevinden zich in het natuurgebied Kullaberg in Höganäs, Skåne. In 1996 riep Vilks het terrein rond de sculpturen uit tot de "onafhankelijke staat" Ladonia. Soortgelijke land art-projecten maakte hij op diverse plaatsen in Zweden, zoals in het sculptuurproject/beeldenpark Konst på Hög bij de stad Kumla in Midden-Zweden.

## Tekeningen van Mohammed
In 2007 werd Vilks uitgenodigd om deel te nemen aan een tentoonstelling met het thema Hunden i konsten (De hond in de kunst) in Tällerud, Värmland. Hij leverde drie tekeningen op A4-formaat aan, die alle drie de profeet Mohammed als rotondehond toonden. Een dag voor de opening van de tentoonstelling besloten de organisatoren de tekeningen niet te tonen. Ook bij een tentoonstelling van de school in Bohuslän, waar Vilks geregeld doceerde, werd besloten deze tekeningen niet te tonen. In de Zweedse pers ontstond hierover een controverse die ook in het buitenland bekend raakte.

## Jarenlange doodsbedreigingen
Op 15 september 2007 werd door Abu Omar al-Baghdadi, leider van de zelfuitgeroepen Islamitische Staat in Irak, een prijs van 100.000 dollar op het hoofd van Vilks gezet. Indien hij afgeslacht werd als een lam, zou de prijs tot 150.000 dollar worden verhoogd. Op 9 maart 2010 werden in Ierland zeven mensen gearresteerd op verdenking van het plannen van een aanslag op Vilks. Naar aanleiding van deze arrestaties publiceerden drie Zweedse kranten diezelfde dag nog een spotprent van Vilks, waarin de profeet Mohammed afgebeeld staat als een hond.
Toen hij dinsdag 11 mei 2010 een toespraak hield over vrijheid van meningsuiting probeerden twintig personen hem aan te vallen waarvan een hem een kopstoot gaf. Hij raakte niet ernstig gewond. Op 11 december 2010 vonden in het centrum van Stockholm twee bomaanslagen plaats, die werden gemotiveerd met de Zweedse militaire aanwezigheid in Afghanistan en de tekeningen van Lars Vilks.
Op 14 februari 2015 vond tijdens een bijeenkomst over de vrijheid van meningsuiting in de Deense hoofdstad Kopenhagen een schietpartij plaats waarbij één dode viel. Een van de doelwitten bleek Lars Vilks te zijn die daar ook zou spreken, maar hij bleef ongedeerd net als de Franse ambassadeur in Denemarken die daar ook aanwezig was. Later was er ook een schietpartij in een synagoge, waarbij een joodse bewaker om het leven kwam. Een maand na de aanslagen in Kopenhagen kreeg Lars Vilks onder grote mediabelangstelling van de Deense International Free Press Society een prijs voor moed.

## Overlijden
Tot het einde van zijn leven bleef de zware beveiliging voor Vilks gehandhaafd. Op 3 oktober 2021 kwam Vilks, samen met twee politieagenten die hem begeleidden, om het leven bij een verkeersongeval in Markaryd in Zweden.